# 백지금니범망보살계경
백지금니범망보살계경(白紙金泥梵網菩薩戒經)은 1364년(고려 공민왕 13)에 닥으로 만든 흰 종이에 계선을 긋고 그 사이에 금니로 쓴 범망경 하권(下卷)의 사경이다. 2006년 10월 4일 충청북도 유형문화재 제277호로, 2011년 4월 29일 대한민국의 보물 제1714호로 지정되었다.

## 개요
전체적으로 온전한 상태이나 약간의 충식(蟲食) 현상이 보이며, 전후 표지 부분은 근래 새로 수리된 상태이다. 표제(經名)는 식별하기 어려운 상태이지만 감색의 표지와 본문은 온전하다. 권을 펼치면 변상도에 이어 ‘범망경보살계서(梵網經菩薩戒序)’, ‘범망경노사나불설보살심지계품제십 권하(梵網經盧舍那佛說菩薩心地戒品第十卷下)’, ‘수보살계법병서(受菩薩戒法幷序)’, ‘수보살계의(受菩薩戒儀)’ 등이 차례로 금니로 쓰여져 있다. 변상도를 제외한 본문은 15장이고, 제1장의 뒷면에는 글씨를 쓰지 않았다. 금니로 된 계선은 1면당 6행이다. 앞면 전체와 뒷면의 제3면까지는 상하쌍변이고, 뒷면의 나머지 면은 상하단변으로 차이가 있다.
특히 권말의 사성기(寫成記)에 따르면, 이 사경은 1364년(공민왕 13) 5월에 지암(芝岩)이 글씨를 금니로 쓰고, 무외(無外)가 변상도를 그린 것으로 밝히고 있어 사경 조성에 참여한 구체적 사실을 밝히고 있어 매우 주목된다. 사경 조성에 참여한 화주는 계원(戒元)이고, 시주는 강양군부인 이씨였다. 그리고 군부인 이씨는 죽은 남편 이자유(李子猷)와 딸의 명복을 빌기 위해 시주하였음을 알 수 있다.
또 끝부분의 묵서를 통해, 이 사경은 1595년(문록 4) 2월에 일본의 양이(良以)라는 사람이 일본의 어느 사찰에 기부하여 안치되어 있었던 사실을 알 수 있다. 일본으로 유출되었다가 우리나라에 돌아온 귀환문화재이다.

## 참고 자료
- 백지금니범망보살계경 - 국가유산청 국가유산포털